# Dagfinn Lyngbø
Dagfinn Lyngbø, född 10 november 1972 i Askøy kommun, Norge, är en norsk komiker och skådespelare.

## Biografi
Lyngbø är född 1972 i Askøy kommun, utanför Bergen i Norge.
1993 inledde Lyngbø sin komikerkarriär, och han hade sin första egna ståuppkomikturnering,  Dagfinn Lyngbø – Live, 1999. Denna följdes av andra turnerande humorföreställningar, till exempel Dagfinn Lyngbø - Ka e' vitsen? 2005.
Som skådespelare har Lyngbø bland annat spelat Jerry i musikalen I blanke messingen på Den Nationale Scene i Bergen 2003. Han har även gjort den norska rösten som sengångaren Sid i Ice Age-filmerna. På TV har Lyngbø bland annat synts i TV-serien Lyckliga gatan från 1999, samt programmet De nære ting och TV-serien Sushi båda från 2001.
Lyngbø uppträdde vid julshowen Julelatter 2007 med komikerna Johan Golden, Lisa Tønne och Dag Sørås. Han uppträdde även vid Julelatter 2010 med komikerna Anne-Katrine Hærland, Are Kalvø och Nils Ingar Aadne.
2017 släppte Lyngbø barnalbumet Guttelus tillsammans med gitarristen Kato Ådland, slagverkaren Bjarte Jørgensen och basisten Kai Taule under namnet Dagfinn Lyngbøs Barneband. Albumet nominerades till 2017 års Spellemannprisen.
Enligt Dagens Næringsliv var Lyngbø Norges mest välbetalda komiker 2016.
Lyngbø är sedan 2006 gift med den norska komikern och skådespelaren Pernille Sørensen.

## Scenframträdanden

### Humorföreställningar (i urval)[14]
- 2020 – Kjøreregler for koloniseringen av Mars
- 2016 – Supersmud
- 2012 – Stereo
- 2008 – Evolusjon
- 2005 –  Dagfinn Lyngbø - Ka e' vitsen?
- 1999 –  Dagfinn Lyngbø – Live

### Teater (i urval)
- 2003 – I blanke messingen

## Filmografi (i urval)[15]
- 2017 – Grannar emellan (TV-serie)
- 2016 – Ice Age 5 (röst)
- 2012 – Ice Age 4 (röst)
- 2009 – Ice Age 3 (röst)
- 2006 – Ice Age 2 (röst)
- 2002 – Ice Age 1 (röst)
- 2001 – De nære ting (TV-program)
- 2001 – Sushi (TV-serie)
- 1999 – Lyckliga gatan (TV-serie)

## Diskografi (i urval)
- 2017 – Guttelus (album, med Dagfinn Lyngbøs Barneband)

## Utmärkelser (i urval)[16][17]
- 2022 – Leif Justers ærespris
- 2013 – Komiprisen, bästa manliga skådespelare.
- 2011 – Komiprisen, bästa ståuppkomiker.
- 2008 – Komiprisen, publikens pris.
- 2008 – Komiprisen, bästa ståuppkomiker.
- 2005 – Komiprisen, bästa ståuppkomiker.
- 2003 – Komiprisen, bästa manliga skådespelare.
- 2001 – Komiprisen, bästa ståuppkomiker.
- 1999 – Stå opp-prisen.